# Jiří Pospíšil (basketbalista)
Jiří "Áda" Pospíšil (9. září 1950 Brno – 13. června 2019 ) byl československý basketbalista. V reprezentaci byl účastníkem 12 světových a evropských basketbalových soutěží, z toho dvakrát byl nejlepším střelcem Československa. Za reprezentační družstvo Československa v letech 1969–1980 odehrál 276 zápasů, z toho 85 západu se 791 body odehrál na Olympijských hrách, Mistrovství světa a Mistrovství Evropy.
Třikrát se účastnil se třikrát olympijských her. V roce 1972 v Mnichově (8. místo), v roce 1976 v Montrealu (6. místo)) a v roce 1980 v Moskvě (9. místo), když v kvalifikacích o účast na olympijské hry se v roce 1976 v kanadském Hamiltonu a v roce 1980 v Ženevě vybojoval spolu s československou reprezentací účast na Olympijských hrách. Startoval na dvou Mistrovství světa. V roce 1970 v Kolumbii (6. místo) a v roce 1978 v Manile na Filipínách (9. místo).
Účastnil se také Mistrovství Evropy juniorů v roce 1968 a pěti Mistrovství Evropy mužů. Poprvé v roce 1971 v Essenu, Německo, dále v roce 1973 v Barceloně, 1975 v Bělehradě, 1977 v Lutychu, Belgie a 1979 v Turínu v Itálii. S basketbalovou reprezentací Československa získal na Mistrovství Evropy jednu bronzovou medaili a dvě čtvrtá místa.
V československé basketbalové lize byl čtyřikrát vicemistrem republiky a třikrát získal třetí místo. V letech 1970–1980 byl osmkrát zařazen do nejlepší pětice hráčů československé ligy basketbalu. V historické střelecké tabulce basketbalové ligy Československa (od sezóny 1962/63 do 1992/93) je na 13. místě s počtem 6493 bodů.
S týmem Spartak Brno se účastnil 5 ročníků evropských klubových pohárů v basketbale, z toho dvakrát Poháru evropských mistrů (1967–1969), třikát Poháru vítězů národních pohárů (1971–1974) a s týmem Dukla Olomouc jednoho ročníku Poháru vítězů pohárů. S týmem Brna získal dvě druhá místa v Evropských pohárech (v Poháru mistrú v roce 1968 a v Poháru vítězů pohárů v roce 1974) a druhé místo také ve světovém Interkontinentálním poháru 1969.
V roce 1977 na světové Univerziádě v Sofii s týmem Československa skončil na třetím místě. Je zařazen na čestné listině mistrů sportu. V roce 2001 se umístil na jedenáctém místě ankety o nejlepšího českého basketbalistu 20. století. V roce 2013 byl uveden do sportovní Síně slávy města Brna.
V komunálních volbách v roce 2018 byl z pozice nestraníka lídrem hnutí SPORTOVCI do Zastupitelstva města Brna a tudíž i kandidátem hnutí na post primátora města, ale neuspěl. Hnutí SPORTOVCI se do zastupitelstva vůbec nedostalo.

## Sportovní kariéra

### Hráč klubů
- 1968–1974 Spartak Brno: 3x vicemistr Československa (1969, 1971, 1972), 2x 3. místo (1970, 1973), 1x 4. místo (1974)
- 1974–1977 Baník Ostrava: 4. místo (1977), 7. místo (1975), 8. místo (1976)
- 1977–1979 Dukla Olomouc: vicemistr (1978), 3. místo (1979)
- 1979–1981 Baník Ostrava: 6. místo (1980), 9. místo (1981)
- 1988–1989 TJ Valašské Meziříčí (krajský přebor)
- 1990–1993 BC Nový Jičín: 3. liga (1991), 2. liga (1992), 1. liga (1993, 5. místo)
- Československá basketbalová liga celkem 14 sezón, 7 medailových umístění a 6493 bodů (13. místo)
  - 4x vicemistr: 1969, 1971, 1972, 1978, 3x 3. místo: 1970, 1973, 1979
  - 8x v nejlepší pětce sezóny "All stars" československé ligy basketbalu v letech : 1970/71, 1972/73 až 1974/75, 1976/77 až 1979/80
- světový IV Intercontinental Cup (Macon 1969): 2. místo
- Pohár evropských mistrů - Spartak Brno: 1967-68 (2. místo), 1968-69 (semifinále)
- Pohár vítězů pohárů
  - Spartak Brno: 1971-72 (osmifinále), 1972-73 (čtvrtfinálová skupina), 1973-74 (2. místo)
  - Dukla Olomouc: 1978-79 (2. kolo)

### Československo
- Předolympijská kvalifikace - 1976 Hamilton, Kanada (70 bodů, 8 zápasů) 2. místo a postup na OH • 1980 Ženeva, Švýcarsko (34 bodů, 7 zápasů, nejlepší střelec týmu) 2. místo a postup na OH
  - Celkem na 2 olympijských kvalifikacích 104 bodů v 15 zápasech
- Olympijské hry - 1972 Mnichov (85 bodů, 9 zápasů), 8. místo • 1976 Montreal (79 bodů, 7 zápasů) 6. místo • 1980 Moskva 1980 (25 bodů, 5 zápasů) 9. místo
  - Celkem na 3 olympijských hrách 189 bodů ve 21 zápasech
- Mistrovství světa - 1970 Lublaň (71 bodů, 9 zápasů) 6. místo • 1978 Manila, Filipíny (10 bodů, 7 zápasů) 9. místo
  - Celkem na 2 Mistrovství světa 81 bodů v 16 zápasech
- Mistrovství Evropy juniorů - 1968 (80 bodů/7 zápasů) 10. místo
- Mistrovství Evropy - 1971 Essen, Německo (12 bodů, 4 zápasy) 5. místo • 1973 Barcelona, Španělsko (105 bodů, 7 zápasů, nejlepší střelec týmu) 4. místo • 1975 Bělehrad, Jugoslávie (99 bodů, 7 zápasů, nejlepší střelec týmu) 6. místo • 1977 Lutych, Belgie (119 bodů, 7 zápasů) 3. místo • 19791979 Turín, Itálie (82 bodů, 8 zápasů) 4. místo
  - Celkem na 5 Mistrovství Evropy jedna bronzová medaile, dvě 4. místa a 417 bodů ve 33 zápasech